# 周志群
周志群（1898年12月10日—1948年8月27日），字鹤立，贵州三穗人，中华民国大陆时期军事人物。1930年代初，割据以邵武为中心的闽西北地区。

## 生平
1915年，参加护法运动，后就读于贵州讲武堂第二期步兵科。毕业后，在混成旅任少尉，历任排长、连长、副营长、营长、团副、代理团长兼四川江津清乡司令。
1926年，参加北伐，升任第二十师第四团团长，后调任第八军军械处处长。1927年9月，王天培被杀后，周志群收编第十军余部，编为师，被推举为师长。1928年，正式担任第二十军第二十师师长，不久改为第二十六旅旅长。后来，任独立第十四旅旅长。1930年11月，参加对苏区的第一次“围剿”。1931年4月，参加第二次“围剿”。1933年，升任新编第十一师师长，参与第五次“围剿”。
1936年1月29日，晋升为少将；同年5月11日，任独立第六旅旅长。1939年7月12日，任第十二军副军长。1943年，任中国远征军第六军副军长兼贵毕师管区司令；不久，任國民政府軍事委員會参议；同年，回乡奔丧，再未返回军队。1946年2月，退役。1948年8月27日，病逝。